# Houx (Eure-et-Loir)
Pour les articles homonymes, voir Houx.
Houx est une commune française située dans le département d'Eure-et-Loir en région Centre-Val de Loire.

## Géographie

### Situation
L'agglomération de Houx s'étend sur 1 km environ dans la vallée de la Voise. Des champs occupent la partie haute de la commune. La vallée est le siège d'une importante peupleraie.

Situation géographique
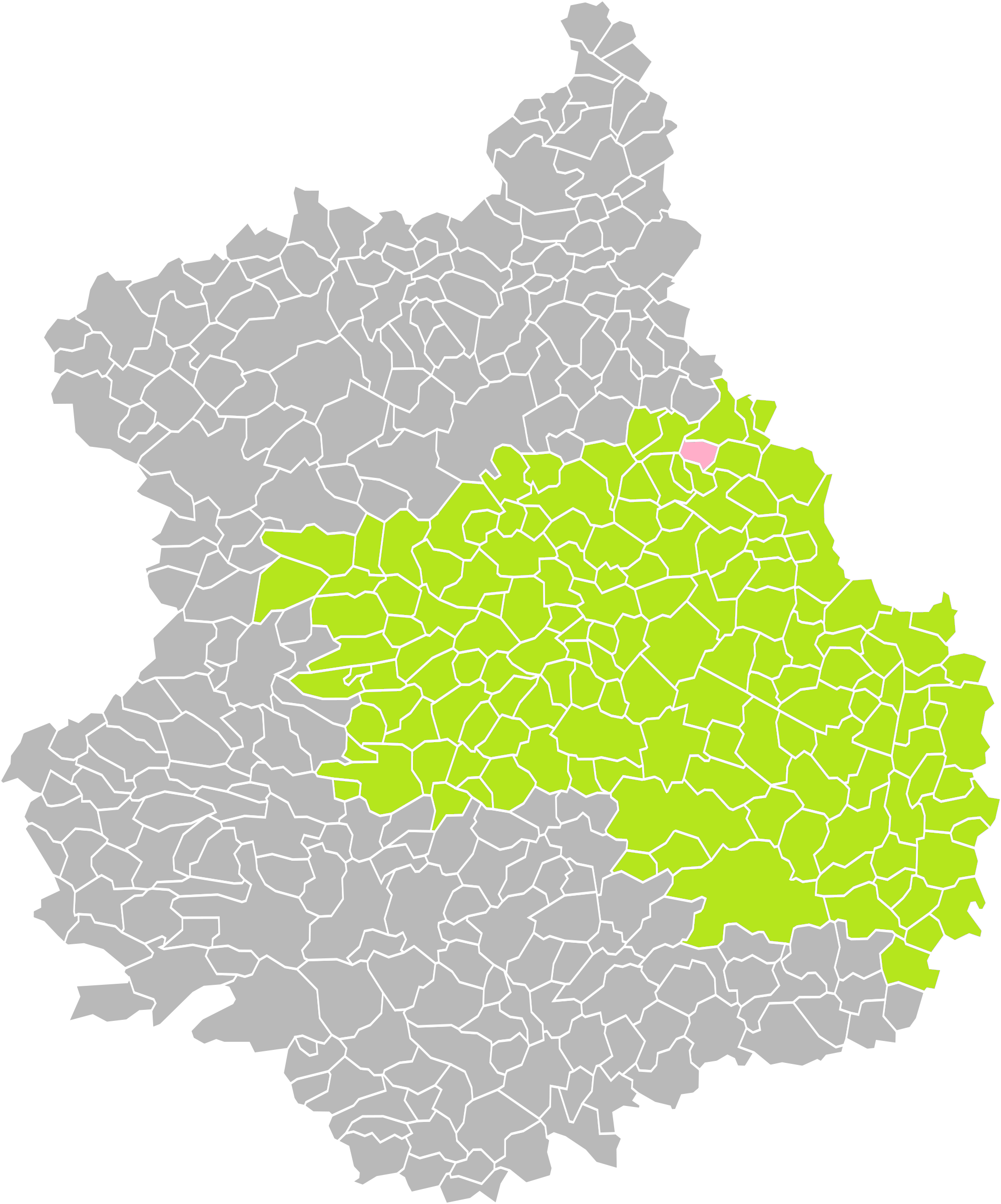
Houx dans son arrondissement.
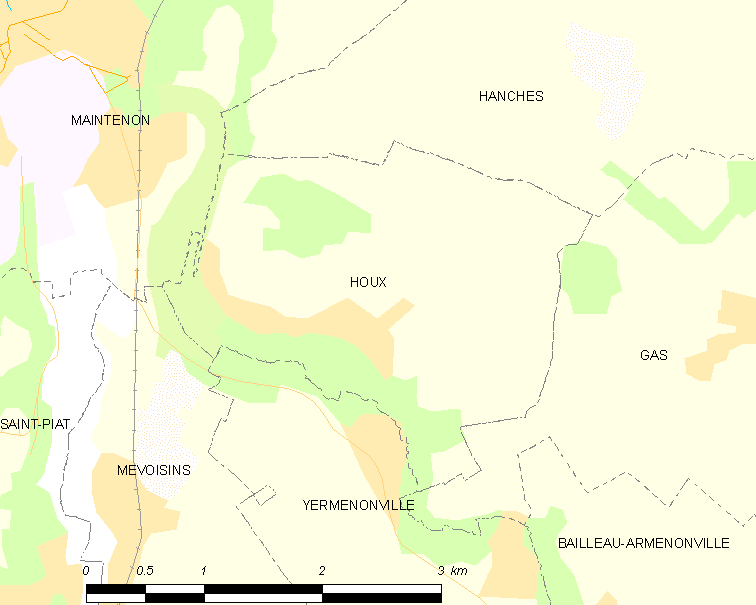
Carte de la commune de Houx.

### Communes limitrophes
|           | Hanches       |     |
| Maintenon | Houx          | Gas |
| Mévoisins | Yermenonville |     |

### Climat
Le climat qui caractérise la commune est qualifié, en 2010, de « climat océanique dégradé des plaines du Centre et du Nord », selon la typologie des climats de la France qui compte alors huit grands types de climats en métropole. En 2020, la commune ressort du type « climat océanique altéré » dans la classification établie par Météo-France, qui ne compte désormais, en première approche, que cinq grands types de climats en métropole. Il s’agit d’une zone de transition entre le climat océanique, le climat de montagne et le climat semi-continental. Les écarts de température entre hiver et été augmentent avec l'éloignement de la mer. La pluviométrie est plus faible qu'en bord de mer, sauf aux abords des reliefs.
Les paramètres climatiques qui ont permis d’établir la typologie de 2010 comportent six variables pour les températures et huit pour les précipitations, dont les valeurs correspondent aux données mensuelles sur la normale 1971-2000. Les sept principales variables caractérisant la commune sont présentées dans l'encadré ci-après.
| Paramètres climatiques communaux sur la période 1971-2000 - Moyenne annuelle de température : 10,6 °C - Nombre de jours avec une température inférieure à −5 °C : 3,1 j - Nombre de jours avec une température supérieure à 30 °C : 3,9 j - Amplitude thermique annuelle : 14,9 °C - Cumuls annuels de précipitation : 618 mm - Nombre de jours de précipitation en janvier : 10,8 j - Nombre de jours de précipitation en juillet : 7,8 j |

Avec le changement climatique, ces variables ont évolué. Une étude réalisée en 2014 par la Direction générale de l'Énergie et du Climat complétée par des études régionales prévoit en effet que la  température moyenne devrait croître et la pluviométrie moyenne baisser, avec toutefois de fortes variations régionales. La station météorologique de Météo-France installée sur la commune et mise en service en 1951 permet de connaître l'évolution des indicateurs météorologiques. Le tableau détaillé pour la période 1981-2010 est présenté ci-après.
| Mois                                  | jan.           | fév.             | mars            | avril         | mai             | juin            | jui.           | août         | sep.            | oct.            | nov.           | déc.           | année     |
| ------------------------------------- | -------------- | ---------------- | --------------- | ------------- | --------------- | --------------- | -------------- | ------------ | --------------- | --------------- | -------------- | -------------- | --------- |
| Température minimale moyenne (°C)     | 0,8            | 0,5              | 2,4             | 3,8           | 7,4             | 10,3            | 12,2           | 11,9         | 9,3             | 7,1             | 3,4            | 1,4            | 5,9       |
| Température moyenne (°C)              | 3,8            | 4,2              | 7,2             | 9,5           | 13,2            | 16,3            | 18,6           | 18,5         | 15,2            | 11,6            | 6,9            | 4,1            | 10,8      |
| Température maximale moyenne (°C)     | 6,7            | 8                | 11,9            | 15,3          | 19              | 22,4            | 25,1           | 25           | 21,2            | 16,2            | 10,4           | 6,9            | 15,7      |
| Record de froid (°C) date du record   | −21 07.01.1979 | −18,8 24.02.1963 | −12,4 13.03.13  | −7 06.04.21   | −4,2 07.05.1957 | −1,2 05.06.1991 | 1,1 01.07.1960 | 1 28.08.1974 | −2,3 20.09.1952 | −6,5 30.10.1997 | −11,8 30.11.10 | −21 29.12.1964 | −21 1979  |
| Record de chaleur (°C) date du record | 16,2 27.01.03  | 21 27.02.19      | 24,7 25.03.1955 | 29,5 21.04.18 | 33 25.05.1953   | 37 27.06.11     | 42,5 24.07.19  | 40 11.08.03  | 34,8 02.09.1961 | 29,6 02.10.11   | 21,5 07.11.15  | 17 06.12.1979  | 42,5 2019 |
| Précipitations (mm)                   | 50             | 41,6             | 45              | 46,6          | 57,8            | 47,7            | 56,5           | 42,3         | 47,9            | 60,7            | 52,2           | 56,5           | 604,8     |

## Urbanisme

### Typologie
Au 1er janvier 2024, Houx est catégorisée bourg rural, selon la nouvelle grille communale de densité à 7 niveaux définie par l'Insee en 2022.
Elle est située hors unité urbaine. Par ailleurs la commune fait partie de l'aire d'attraction de Paris, dont elle est une commune de la couronne,. 

### Occupation des sols
L'occupation des sols de la commune, telle qu'elle ressort de la base de données européenne d’occupation biophysique des sols Corine Land Cover (CLC), est marquée par l'importance des territoires agricoles (69,3 % en 2018), en diminution par rapport à 1990 (72,1 %). La répartition détaillée en 2018 est la suivante : 
terres arables (69,3 %), forêts (21,8 %), zones urbanisées (8,9 %). L'évolution de l’occupation des sols de la commune et de ses infrastructures peut être observée sur les différentes représentations cartographiques du territoire : la carte de Cassini (XVIIIe siècle), la carte d'état-major (1820-1866) et les cartes ou photos aériennes de l'IGN pour la période actuelle (1950 à aujourd'hui).

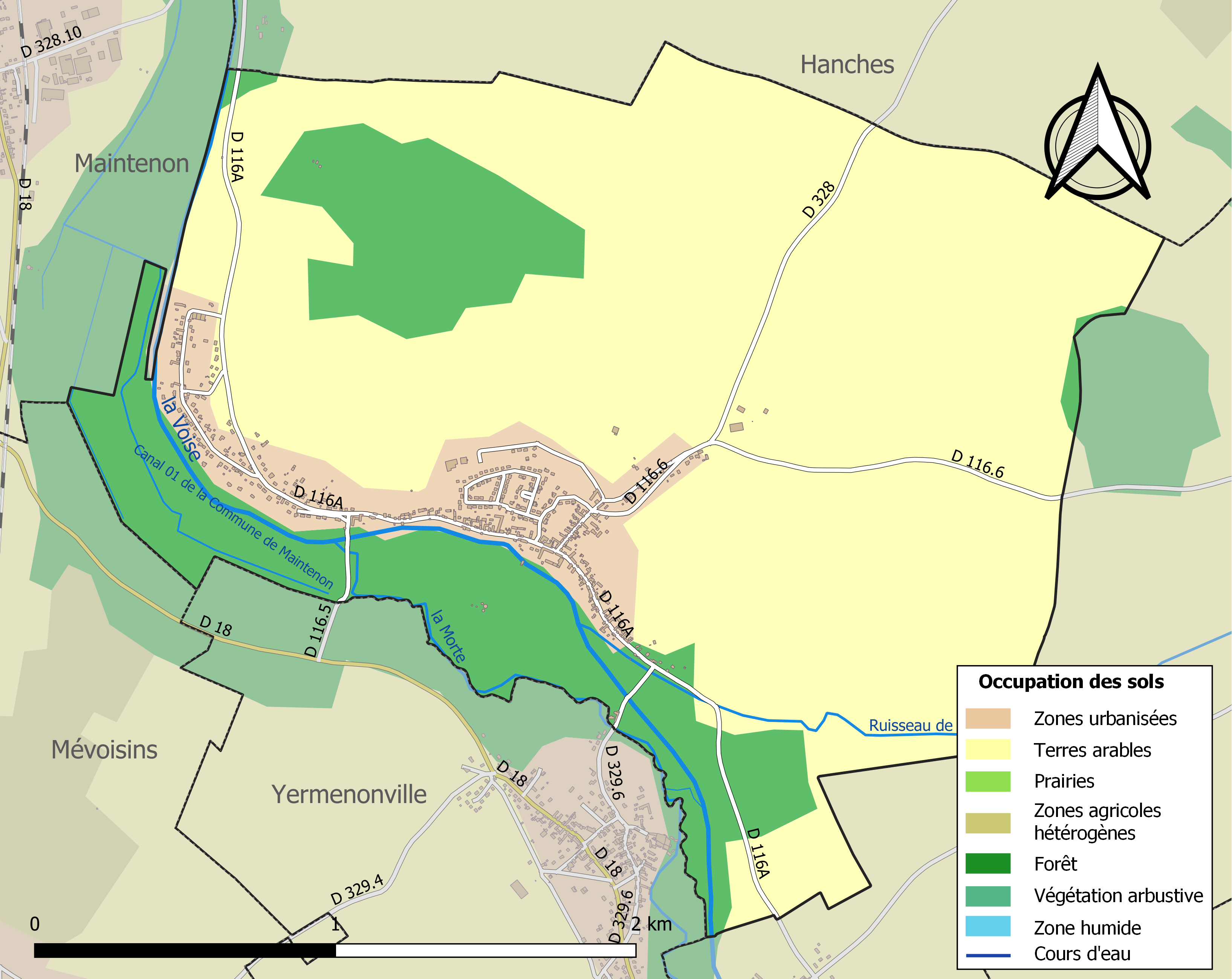
Carte des infrastructures et de l'occupation des sols de la commune en 2018 (CLC).

### Risques majeurs
Le territoire de la commune d'Houx est vulnérable à différents aléas naturels : météorologiques (tempête, orage, neige, grand froid, canicule ou sécheresse), inondations, mouvements de terrains et séisme (sismicité très faible). Il est également exposé à un risque technologique, le transport de matières dangereuses. Un site publié par le BRGM permet d'évaluer simplement et rapidement les risques d'un bien localisé soit par son adresse soit par le numéro de sa parcelle.

#### Risques naturels
Certaines parties du territoire communal sont susceptibles d’être affectées par le risque d’inondation par débordement de cours d'eau, notamment la Voise. La commune a été reconnue en état de catastrophe naturelle au titre des dommages causés par les inondations et coulées de boue survenues en 1999,.

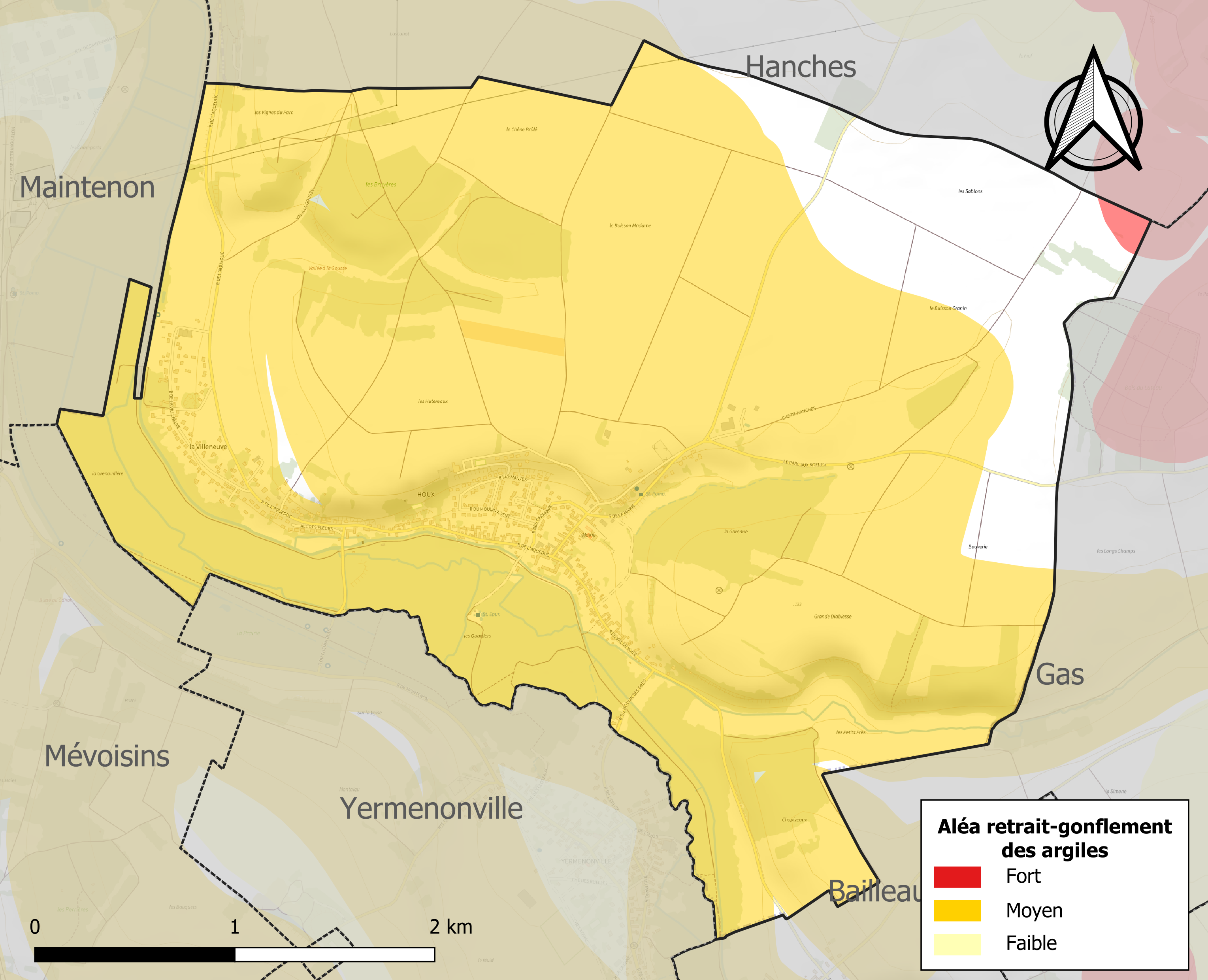
Carte des zones d'aléa retrait-gonflement des sols argileux d'Houx.

Les mouvements de terrains susceptibles de se produire sur la commune sont des affaissements et effondrements liés aux cavités souterraines. L'inventaire national des cavités souterraines permet de localiser celles situées sur la commune.
Le retrait-gonflement des sols argileux est susceptible d'engendrer des dommages importants aux bâtiments en cas d’alternance de périodes de sécheresse et de pluie. 87,5 % de la superficie communale est en aléa moyen ou fort (52,8 % au niveau départemental et 48,5 % au niveau national). Sur les 319 bâtiments dénombrés sur la commune en 2019, 319 sont en aléa moyen ou fort, soit 100 %, à comparer aux 70 % au niveau départemental et 54 % au niveau national. Une cartographie de l'exposition du territoire national au retrait gonflement des sols argileux est disponible sur le site du BRGM,.
Concernant les mouvements de terrains, la commune a été reconnue en état de catastrophe naturelle au titre des dommages causés par des mouvements de terrain en 1999.

#### Risques technologiques
Le risque de transport de matières dangereuses sur la commune est lié à sa traversée par des infrastructures routières ou ferroviaires importantes ou la présence d'une canalisation de transport d'hydrocarbures. Un accident se produisant sur de telles infrastructures est en effet susceptible d’avoir des effets graves au bâti ou aux personnes jusqu’à 350 m, selon la nature du matériau transporté. Des dispositions d’urbanisme peuvent être préconisées en conséquence.

## Toponymie
Le nom de la commune est mentionné avec la graphie Hous en 1235 et sous la forme latinisée Hussum en 1247. Il s'agit probablement du nom du houx, terme d'origine francique. Le singulier [?] s'explique peut-être par la présence d'un arbre remarquable.

## Histoire

### Guerre franco-prussienne
À la suite de la défaite française de 1870 face aux Prussiens, une partie de la France est occupée, dont Houx.
« Premiers éclaireurs prussiens sont entrés à Houx le 16 octobre. Puis la commune a logé et nourri : du 27 octobre au 1er novembre, un escadron de cuirassiers blancs, 150 hommes et 180 chevaux; les 16 et 17 novembre, 1,480 hanovriens, et 80 chevaux; les 12, 13 et 14 février, 1,700 hommes et 120 chevaux; les 25 et 26, 15 hommes et 15 chevaux. »[réf. nécessaire]

### Chapelle Saint-Mamert
Précédemment classée en tant que monument historique, elle est déclassée par décret le 5 mars 1949.

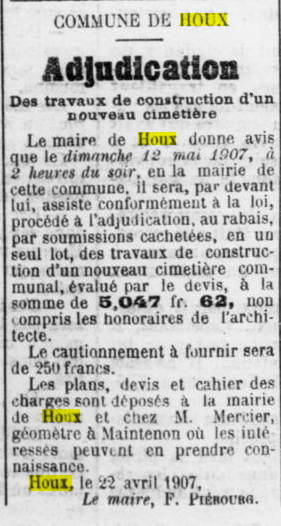
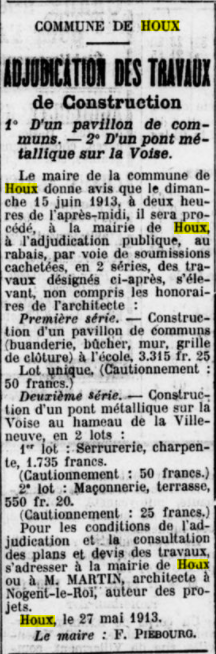
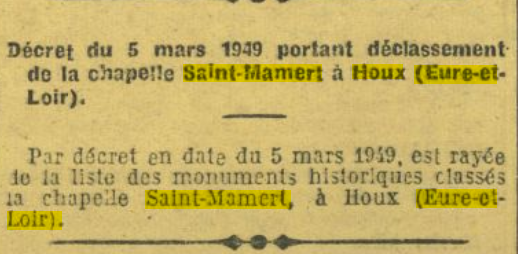

## Politique et administration

### Liste des maires
| Période                                  | Période      | Identité                         | Étiquette | Qualité               |
| ---------------------------------------- | ------------ | -------------------------------- | --------- | --------------------- |
| Les données manquantes sont à compléter. |              |                                  |           |                       |
|                                          | 1800         | Louis Guy Legoy                  |           |                       |
| 1800                                     | 1802         | Nicolas Legoy                    |           |                       |
| 1802                                     | 1803         | Jean Prevost                     |           |                       |
| 1803                                     | 1843         | Louis Charles Legoy              |           |                       |
| 1843                                     | 1848         | François Foubert                 |           | Vigneron              |
| 1848                                     | 1852         | Jean Baptiste Théodore Prévôteau |           | Vigneron, Cultivateur |
| 1852                                     | 1860         | François Foubert                 |           | Vigneron              |
| 1860                                     | 1870         | Pierre François Veilleux         |           | Cultivateur           |
| 1870                                     | 1871         | Jean Baptiste Théodore Prévôteau |           | Vigneron, Cultivateur |
| 1871                                     | 1877         | Louis Mathurin Bétron            |           | Meunier, Cultivateur  |
| 1877                                     | 1883         | Jean Baptiste Théodore Prévôteau |           | Vigneron, Cultivateur |
| 1883                                     | 1892         | Pierre François Veilleux         |           | Cultivateur           |
| 1892                                     | 1900         | Étienne Bénoni Boucher           |           | Cultivateur           |
| 1900                                     | après 1904   | Léopold Arsène Auguste Brex      |           | Instituteur           |
| 1905                                     | 1925         | Paul Piébourg                    |           | Cultivateur           |
| 1925                                     | 1935         | Mary Ballet                      |           | Fermier               |
| 1935                                     | après 1939   | Abel Carnis (probablement)       |           | Cultivateur           |
| avant 1945                               | après 1958   | Mary Ballet                      |           | Cultivteur            |
| Mars 1995                                | Juillet 2020 | Jean-François Pichery            |           | Fonctionnaire         |
| Juillet 2020                             | En cours     | Victor Briar                     |           |                       |

## Population et société

### Démographie
L'évolution du nombre d'habitants est connue à travers les recensements de la population effectués dans la commune depuis 1793. Pour les communes de moins de 10 000 habitants, une enquête de recensement portant sur toute la population est réalisée tous les cinq ans, les populations de référence des années intermédiaires étant quant à elles estimées par interpolation ou extrapolation. Pour la commune, le premier recensement exhaustif entrant dans le cadre du nouveau dispositif a été réalisé en 2006.

En 2022, la commune comptait 750 habitants, en évolution de −2,09 % par rapport à 2016 (Eure-et-Loir : −0,23 %, France hors Mayotte : +2,11 %).
| 1793 | 1800 | 1806 | 1821 | 1831 | 1836 | 1841 | 1846 | 1851 |
| ---- | ---- | ---- | ---- | ---- | ---- | ---- | ---- | ---- |
| 280  | 311  | 306  | 319  | 334  | 318  | 339  | 329  | 330  |

| 1856 | 1861 | 1866 | 1872 | 1876 | 1881 | 1886 | 1891 | 1896 |
| ---- | ---- | ---- | ---- | ---- | ---- | ---- | ---- | ---- |
| 334  | 326  | 359  | 316  | 311  | 289  | 269  | 286  | 266  |

| 1901 | 1906 | 1911 | 1921 | 1926 | 1931 | 1936 | 1946 | 1954 |
| ---- | ---- | ---- | ---- | ---- | ---- | ---- | ---- | ---- |
| 246  | 266  | 276  | 248  | 253  | 241  | 246  | 248  | 240  |

| 1962 | 1968 | 1975 | 1982 | 1990 | 1999 | 2006 | 2011 | 2016 |
| ---- | ---- | ---- | ---- | ---- | ---- | ---- | ---- | ---- |
| 213  | 240  | 260  | 303  | 428  | 653  | 791  | 803  | 766  |

| 2021 | 2022 | - | - | - | - | - | - | - |
| ---- | ---- | - | - | - | - | - | - | - |
| 749  | 750  | - | - | - | - | - | - | - |

### Enseignement
La commune compte une école primaire allant du CE2 au CM2, l'école Micheline et Roland Rabartin.

## Culture locale et patrimoine

### Lieux et monuments
- Les rives de la Voise, cadre de nombreuses cartes postales vers 1900 ;
- Le canal Louis XIV, utilisé dans le cadre de la construction de l'aqueduc de Maintenon ;
- L'église paroissiale sous le vocable de Saint-Léger, du XIIe siècle[22] ;
- La chapelle Saint-Mamert, datée du XIe siècle[23], qui fut un important lieu de pèlerinage jusqu'en 1980 ;
- Ruines de moulins à vent ;
- Moulins à eau.

### Personnalités liées à la commune
- Jacques Plasse Le Caisne (1901-2002), tisserand.

### Héraldique
| Armes de Houx | Les armes de la commune de Houx se blasonnent ainsi : écartelé d'or, au premier et au deuxième à deux feuilles de houx en chevron renversé, au troisième à une feuille de houx en bande et au quatrième à une feuille de houx en barre, le tout de sinople |